# 단원자 이온
단원자 이온(單原子-, monatomic ion)은 원자 하나로 이뤄진 이온을 말한다. 반대로 여러 원자로 이뤄진 이온은 다원자 이온이라고 한다. 예를 들어 탄산 칼슘(CaCO3)은 단원자 이온인 칼슘 이온(Ca2+)와 다원자 이온인 탄산 이온(CO32-)으로 구성된다.
| I형 양이온    | I형 양이온 |
| ------------- | ---------- |
| 수소 양이온   | H+         |
| 리튬 이온     | Li+        |
| 나트륨 이온   | Na+        |
| 칼륨 이온     | K+         |
| 루비듐 이온   | Rb+        |
| 세슘 이온     | Cs+        |
| 마그네슘 이온 | Mg2+       |
| 칼슘 이온     | Ca2+       |
| 스트론튬 이온 | Sr2+       |
| 바륨 이온     | Ba2+       |
| 알루미늄 이온 | Al3+       |
| 은 이온       | Ag+        |
| 아연 이온     | Zn2+       |

| II형 양이온 | II형 양이온 | II형 양이온 |
| ----------- | ----------- | ----------- |
| 철(II)      | Fe2+        | 제일철      |
| 철(III)     | Fe3+        | 제이철      |
| 구리(I)     | Cu+         | 제일구리    |
| 구리(II)    | Cu2+        | 제이구리    |

| 음이온       | 음이온 |
| ------------ | ------ |
| 수소화물     | H−     |
| 플루오르화물 | F−     |
| 염화물       | Cl−    |
| 브로민화물   | Br−    |
| 아이오딘화물 | I−     |
| 산화물       | O2−    |
| 황화물       | S2−    |
| 질화물       | N3−    |
| 인화물       | P3−    |

## 같이 보기
- 다원자 이온
- 단원자 분자